# Saeid Mollaei
Saeid Mollaei (in persiano سعید ملایی‎; Teheran, 5 gennaio 1992) è un judoka iraniano naturalizzato mongolo nel 2019, con status di rifugiato politico concesso dalla Germania lo stesso anno. È stato campione del mondo nella categoria -81 chilogrammi a Baku 2018.

## Biografia

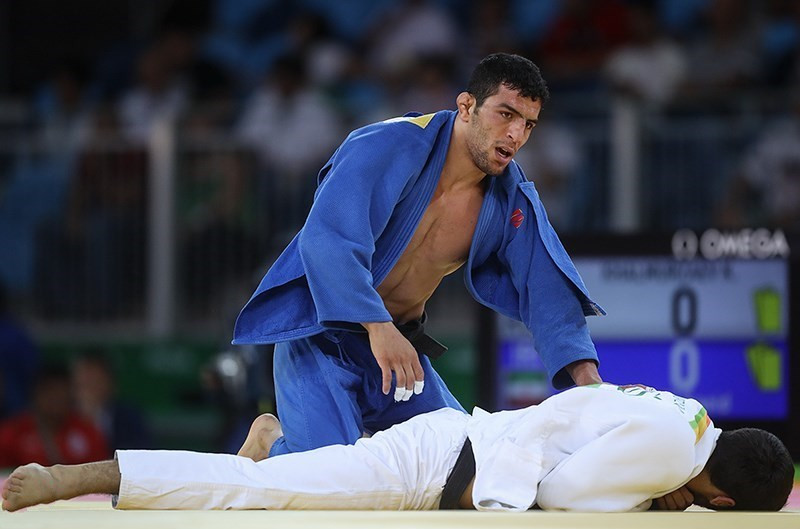
Saeid Mollaei e Chasan Chalmurzaev ai Giochi olimpici di

Si è messo in evidenza a livello internazionale ai campionati asiatici di Al Kuwait 2015, dove ha ottenuto la medaglia di bronzo nella categoria -81 chilogrammi. 
Ha rappresentato l'Iran ai Giochi olimpici estivi di Rio de Janeiro 2016, nella categoria dei pesi medio-leggeri (-81 kg), dove è stato eliminato al secondo turno da Chasan Chalmurzaev, vincitore del torneo.
Durante i campionati mondiali di Tokyo 2019 ha rivelato di essere stato minacciato della propria federazione nel caso non si fosse rifiutato di incontrare i judoka di nazionalità israeliana. Ha precisato che il vice ministro dello Sport iraniano, Davar Zani, gli ha intimato di ritirarsi dal torneo per evitare un possibile incontro con Sagi Muki nei turni di finale. A seguito delle minacce subite, ha perso volontariamente la semifinale con Matthias Casse.
Al termine della competizione, nell'agosto 2019, è fuggito in Europa, grazie all'aiuto del presidente della Federazione internazionale di Judo (IJF), Marius Vizer ed ha presentato istanza richiedendo l'asilo politico.
In seguito alle sue denunce, il Comitato Olimpico Internazionale (CIO) ha aperto un'inchiesta. La Commissione di disciplina della Federazione internazionale di judo ha invece sospeso la Federazione iraniana per la violazione della Carta olimpica e delle regole federali.
Dal novembre 2019 ha acquisito lo status di rifugiato in Germania e ad Osaka ha esordito sotto la bandiera IJF Refugee Team. Nel dicembre 2019 ha ricevuto la cittadinanza da parte della Mongolia e ha iniziato a competere per la nazione dell'Asia orientale.

## Palmarès

### Per l'Iran
- Mondiali

Budapest 2017: bronzo nella categoria -81 kg;
Baku 2018: oro nella categoria -81 kg;
- Giochi asiatici

Giacarta 2018: argento nella categoria -81 kg;
- Campionati asiatici

Al Kuwait 2015: bronzo nella categoria -81 kg;
Tashkent 2016: bronzo nella categoria -81 kg;
Hong Kong 2017: argento nella categoria -81 kg; bronzo nella gara a squadre;
- Giochi della solidarietà islamica

Baku 2017: oro nella categoria -81 kg;

### Per la Mongolia
- Giochi olimpici

Tokyo 2020: argento nella categoria 81 kg.